# Silk Route (banda)
Silk Route es una banda musical de la India, integrada por Mohit Chauhan (vocalista y guitarra), Atul Mittal en las guitarras acústicas, clarinete y coros, Kem Trivedi en los teclados y Kenny Puri en la percusión y batería.
La banda también ha participado en diferentes bandas sonora para interpretar temas musicales para películas, como Kalpana Lajmi's de "Kyon", "Lets Enjoy" y "Urf Professor".
La banda a su propio estilo, añaden un toque distinto a su música mediante el uso de guitarras acústicas, tambores parlantes y la armónica y sobre todo el uso de una grabadora, un instrumento del siglo XVII folclórica europea musical interpretado por Kem Trivedi.

## Discografía
- Boondein (1998)
- Pehchaan (2000)
- Parchai by alok saingar(25 de noviembre de 2011)
- Bloody Revolution by Vishal Rai,MPS (releasing on 26 Nov 2011)
  - indian Ocean by michael,Mps(Realising on 1 june 2012)